# Cimetière d'Heinola
Le cimetière d'Heinola (en finnois : Heinolan hautausmaa) est situé en bordure de la rue Siltakatu au centre d'Heinola en Finlande.

## Présentation
La superficie du cimetière est de 5,0 hectares et abrite environ 7 500 tombes.
À côté de la porte principale se trouve une chapelle funeraire construite en 1955 et conçue par l'architecte Bertel Strömmer.
La première personne enterrée dans le cimetière en 1814 est le prédicateur Gustaf Streng,
Au total, 111 personnes tombées pendant les guerres d'hiver et de continuation sont enterrées dans le carré des héros.
La statue du héros, sculptée par Armas Tirronen a été dévoilée le 13 juillet 1952.
Les paroisses d'Heinola ont deux autres cimetières, l'un dans le village d'Heinola : le nouveau cimetière et un ancien cimetière dans le quartier de l'église.